# Wu Ziniu
Wu Ziniu (xinès simplificat: 吳子牛) (Leshan 1953 -) escriptor, guionista i director de cinema i televisió xinès. Un dels cineastes més inconformistes de la denominada Cinquena Generació.

## Biografia
Wu Ziniu va néixer el 3 de novembre a Leshan a la província xinesa de Sichuan. El 1972 va ingressar a l'escola d'art de Leshan i un cop graduat va entrar a l'Acadèmia de Cinema de Pequín. Forma part de la Cinquena Generació de directors xinesos, malgrat que a occident es menys conegut com altres de la seva generació com Zhang Yimou o Chen Kaige.
El 1982 va entrar a Xiaoxinag Film Studio on va dirigir la seva primera pel·lícula 候补队员 (The Candidate). Una part important de la seva obra es centra en temes bèl·lics com "Dove Tree" que tracta la guerra sino-vietnamita, la guerra sino-japonesa a "Don'y Cry Nanking" o a "Hero Zheng Chenggong", que retrata la vida del general xinès del segle XVII, Zheng Chenggong que va expulsar els holandesos de Taiwan.
L'any 2000, Wu va viatjar als Estats Units on va donar varies conferències a universitats com la Universitat de Nova York, la Universitat de Colúmbia i la Universitat de Temple.
Wu també ha desenvolupat una important trajectòria com a realitzador de sèries i pel·lícules per la televisió, especialment de caràcter històric.

## Filmografia

### Cinema
| Any  | Títol anglès                                   | Títol xinès  | Notes |
| ---- | ---------------------------------------------- | ------------ | --- |
| 1983 | The Candidate                                  | 候补队员     | Pel·lícula dirigida al públic infantil                                                                                               |
| 1984 | Secret Decree                                  | 喋血黑谷     | Co-dirigida amb Li Jingming |
| 1985 | Dove Tree                                      | 鸽子树       | |
| 1986 | The Last Day of Winter                         | 最后一个冬日 | |
| 1988 | Evening Bell                                   | 晚钟         | Gran Premi del Jurat (Berlinale) de l'any 1989. Círculo Precolombino de Oro a la millor pel·lícula del Festival de Cinema de Bogotà. |
| 1988 | Joyous Heroes ó To Die Like a Man              | 欢乐英雄     | |
| 1988 | Between Life and Death                         | 阴阳界       | Premi Jinji Jiang de l'any 1989 al millor director                                                                                   |
| 1990 | The Big Millhouse                              | 大磨坊       | |
| 1992 | Mountains of the Sun                           | 太阳山       | |
| 1993 | Sparkling Fox                                  | 火狐         | Menció honorífica al 44è Festival Internacional de Cinema de Berlín                                                                  |
| 1995 | Don't Cry Nanking ó Nanking 1937               | 火狐         | |
| 1999 | The National Anthem                            | 国歌         | Tracta de la vida de Tian Han autor de la lletra de l'himne nacional xinès                                                           |
| 2000 | The Sino-Dutch War 1661 ó Hero Zheng Chenggong | 英雄郑成功   | Protagonitzada entre altres per Vincent Zhao. S'ha considerat com una versió xinesa de Braveheart.                                   |

### Televisió
| Any  | Títol anglès      | Títol xinès        | Notes                                                             |
| ---- | ----------------- | ------------------ | ----------------------------------------------------------------- |
| 2002 |                   | 天下粮仓           |                                                                   |
| 2005 | Carol of Zhenguan | 贞观长歌           | Sèrie de 82 episodis ambientada en l'època de l'emperador Taizong |
| 2007 | Ming Dinasty      | 天下               | Sèrie de 42 episodis                                              |
| 2014 |                   | 历史转折中的邓小平 |                                                                   |
| 2017 | Yu Chenglong      | 于成龙             |                                                                   |